# Xella
A németországi, duisburgi székhellyel rendelkező Xella csoport építő- és szigetelőanyagokat fejleszt, gyárt és forgalmaz. 

## Vállalat
A Xella Group építőanyagokat és szigetelőanyagokat fejleszt, gyárt és értékesít – ásványi nyersanyagokra alapozva. Az Ytong, Silka és Hebel márkákkal a Xella a világ egyik legnagyobb autokláv pórusbeton és kalcium-szilikát blokk gyártója. A Multipor márka nem éghető ásványi szigetelőlemezeket jelent.
Az építő- és szigetelőanyag-márkák mellett a Xella blue.sprint digitális szolgáltatásának igénybevételével virtuálisan létrehozható egy adott épület, azon célból, hogy minél optimálisabb legyen a felhasznált építőanyag tervezése, és így erőforrásokat takaríthassunk meg. Ennek során egy IFC-szabványon alapuló modell alapján nyílt BIM-ben dolgoznak együtt. Korábbi projektek során a szolgáltatás igénybevételével a héjazatépítési költségek akár 20 százalékát és a nyers építési idő 30 százalékát is meg lehetett spórolni.
A Xella vállalati stratégiájának szerves részét képezi a fenntarthatóság abban az értelemben, hogy alapot kínál a fenntartható és egészséges életmódhoz, építéshez és felújításhoz. A vállalat jelenleg több mint 22 országban van jelen 51 üzemmel. A Xella csoport 2024-ben 985,4 millió eurós árbevételt ért el, mintegy 4351 alkalmazottal.
A luxemburgi székhelyű Xella International Holdings holdingvállalat a Lone Star pénzügyi befektető tulajdonában van, amely 2017-ben többségi részesedést szerzett a Xella-csoportban két magántőke-befektető cégtől, a PAI partners (Franciaország) és a Goldman Sachs Capital Partners (Egyesült Államok) cégektől, amelyek 2008 szeptemberében megvásárolták a Xella-csoportot a Hanieltől.

## Történet
A Xella a Haniel Bau-Industrie névváltoztatásával jött létre, amely már az 1940-es évek óta létezett, és 1948-tól gyártott mészhomoktéglát. Még mindig Haniel Bau-Industrie néven a vállalat 2000 és 2002 között felvásárolta a Goslar Fels, Hebel és Ytong gyárakat. 2002-ben a vállalat megtette első lépéseit Kínában, és nevét Xella Baustoffe-ra változtatta. 2003-ban a vállalat új néven mutatkozott be a müncheni BAU kiállításon. Ugyanebben az évben a vállalat eladta a flechtingeni Norddeutsche Naturstein GmbH (NNG) vállalatban lévő részesedését, amely 2005 óta a Basalt-Actien-Gesellschaft leányvállalata volt.
A Xella ezután számos, kizárólag a Hebel korábbi üzemeit tartalmazó gázbetongyárat bezárt. Több száz munkahely szűnt meg.
2003 óta a Xella saját kutatás-fejlesztési vállalatot tart fenn Brandenburgban két telephellyel – az egyik a Lehnin melletti Emstalban, a másik a Bad Belzig melletti Brückben. Itt a technikusok az alkalmazáskutatás/épületfizika, az eljárástechnika, valamint a termék- és eljáráskutatás három szakterületén dolgoznak. 2006-ban a Langenfeldben található Halfen vállalatot (rögzítéstechnika) eladták. 2007-ben és 2008-ban további nemzetközi terjeszkedésre került sor Kelet-Európában, valamint Kínában és Oroszországban.
2008-ban Haniel eladta a Xellát a PAI partners és a Goldman Sachs Capital Partners részére. 2009-ben és 2010-ben a Xella új Ytong-üzemeket nyitott Romániában és Kínában, valamint egy mészüzemet Oroszországban. 2011 áprilisában a Xella Duisburg-Huckingenbe költözött új vállalati központjába. 2012. május 11-én a Xella központi épületét Axel Eriksson Házra keresztelték. Axel Eriksson svéd építész és kutató 1923-ban találta fel a pórusbetont.
2012 márciusában a koppenhágai székhelyű dán H+H International A/S részvénytöbbségének felvásárlása meghiúsult. A német szövetségi kartellhivatal megtiltotta a felvásárlást, mert az várhatóan erőfölényt teremtett volna a Xella számára a pórusbeton és a könnyűbetonblokkok piacán az észak-német és a nyugat-német regionális piacokon, és a vállalat nem tudta megszerezni a H+H International többségi részesedését. Egy esetleges tőzsdei bevezetést 2015 októberében a kedvezőtlen piaci helyzetre hivatkozva töröltek. 2016 decemberében bejelentették, hogy a Xellát meg nem nevezett összegért eladták a Lone Star befektetési társaságnak. 2017 augusztusában a Xella bejelentette a spanyol Ursa szigetelésgyártó vállalat felvásárlását, amelyet 2022 elején eladtak az Etexnek.

## Xella Magyarország Kft.
A Xella Magyarország Kft. két gyártóegységével és kereskedelmi irodával működik Magyarországon, a Xella közép-európai régiójának (Ausztria, Csehország, Magyarország, Szlovákia) részeként. A társaság körülbelül 110 főt foglalkoztat, és az építőanyag-iparban van jelen.
1991 végén a németországi Ytong Deutschland AG alapította meg Magyarországon az Ytong Hungary Kft.-t. 2003-ban az Ytong Holding GmbH-t a német Haniel család vásárolta meg, ennek eredményeként a tulajdonukban álló Xella Baustoffe GmbH átvette az európai Ytong és Hebel gyárakat, köztük a halmajugrai Ytong gyárat is. Az Ytong Hungary Kft. nevét 2003-ban Xella Pórusbeton Magyarország Kft.-re, majd 2005-ben Xella Magyarország Kft.-re változtatták. Ebben az időszakban kezdte meg működését az újonnan létesített  iszkaszentgyörgyi mészhomoktéglagyár. A pórusbeton gyártási technológia fejlesztése során olyan lapok előállítására nyílt lehetőség, melyek alternatívát kínáltak a hagyományos szigetelőanyagok mellett. Ez a termék Németországban Multipor márkanéven jelent meg, Magyarországon pedig 2008-tól vált elérhetővé.
A Xella Magyarország Kft. építőanyag-termékeit főként pórusbeton falazóelemek, mészhomoktégla és hőszigetelő lapok alkotják. A cég gyártóüzemeiben, a halmajugrai pórusbeton- és az iszkaszentgyörgyi mészhomoktégla-gyárban, helyi nyersanyagok felhasználásával folyik a termelés. A gyártás során törekednek a széndioxid-kibocsátás csökkentésére és a hulladék minimalizálására. Az elemek műszaki paraméterei és hosszú élettartama fontos kritérium lakóépületek és egyéb létesítmények építése során.
A vállalat tevékenysége közé tartozik a különböző méretű építési projektekhez szükséges falazó- és hőszigetelő elemek gyártása és forgalmazása. A cég működését szakszerűség, műszaki fejlesztésre való törekvés és környezeti szempontok figyelembevétele jellemzi.
A Xella mottója: Fenntartható jövőt építünk.

## Márkák
A Xella csoport egyesíti az Ytong, Silka, Multipor, Hebel termékmárkák kompetenciáit és know-how-ját, és folyamatosan továbbfejleszti azokat. A Xella egyike azon kevés európai építőanyag-ipari vállalatnak, amely saját technológiai és kutatási központot működtet három részleggel: termék- és folyamatkutatás, minőségirányítás és alkalmazási kutatás/építésfizika.

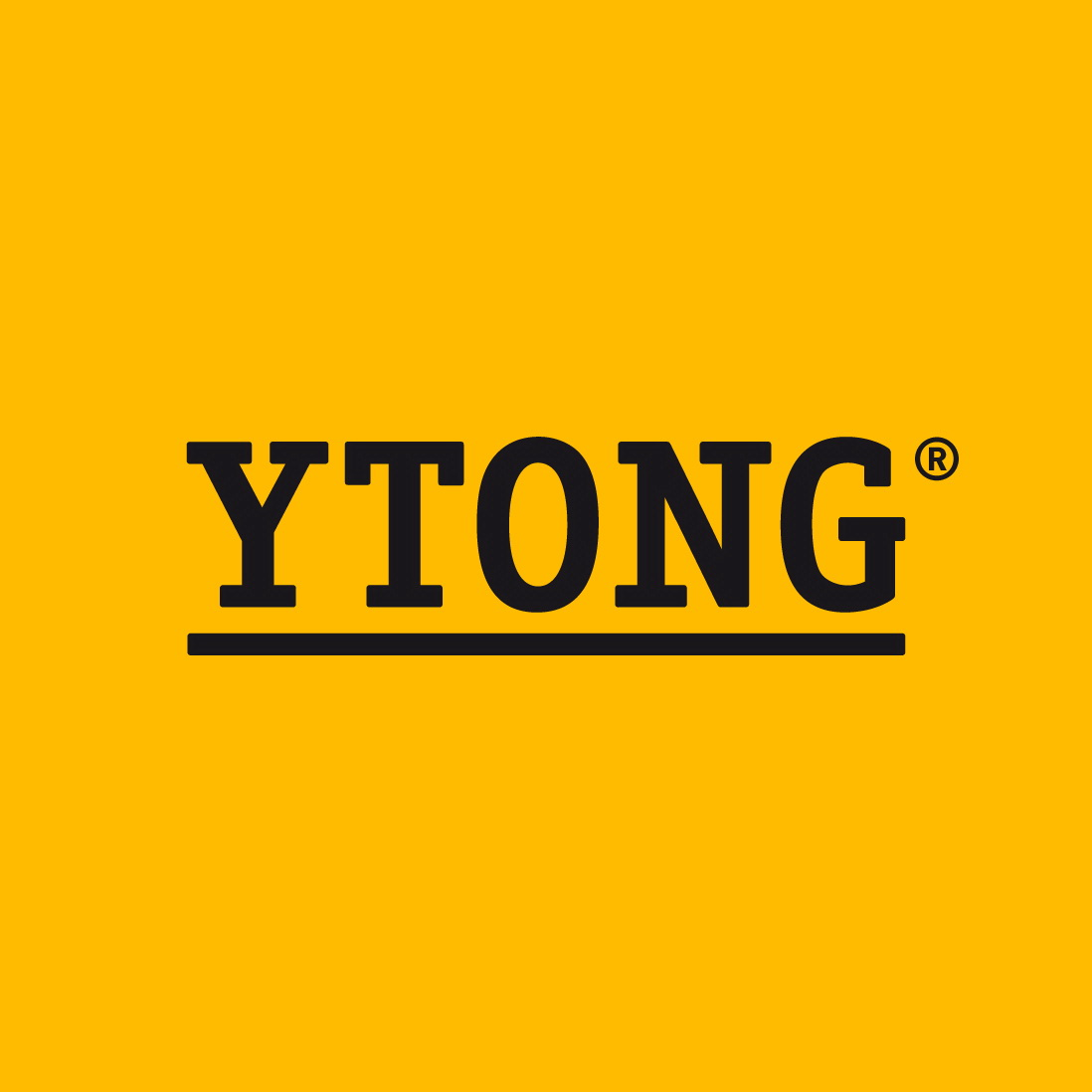
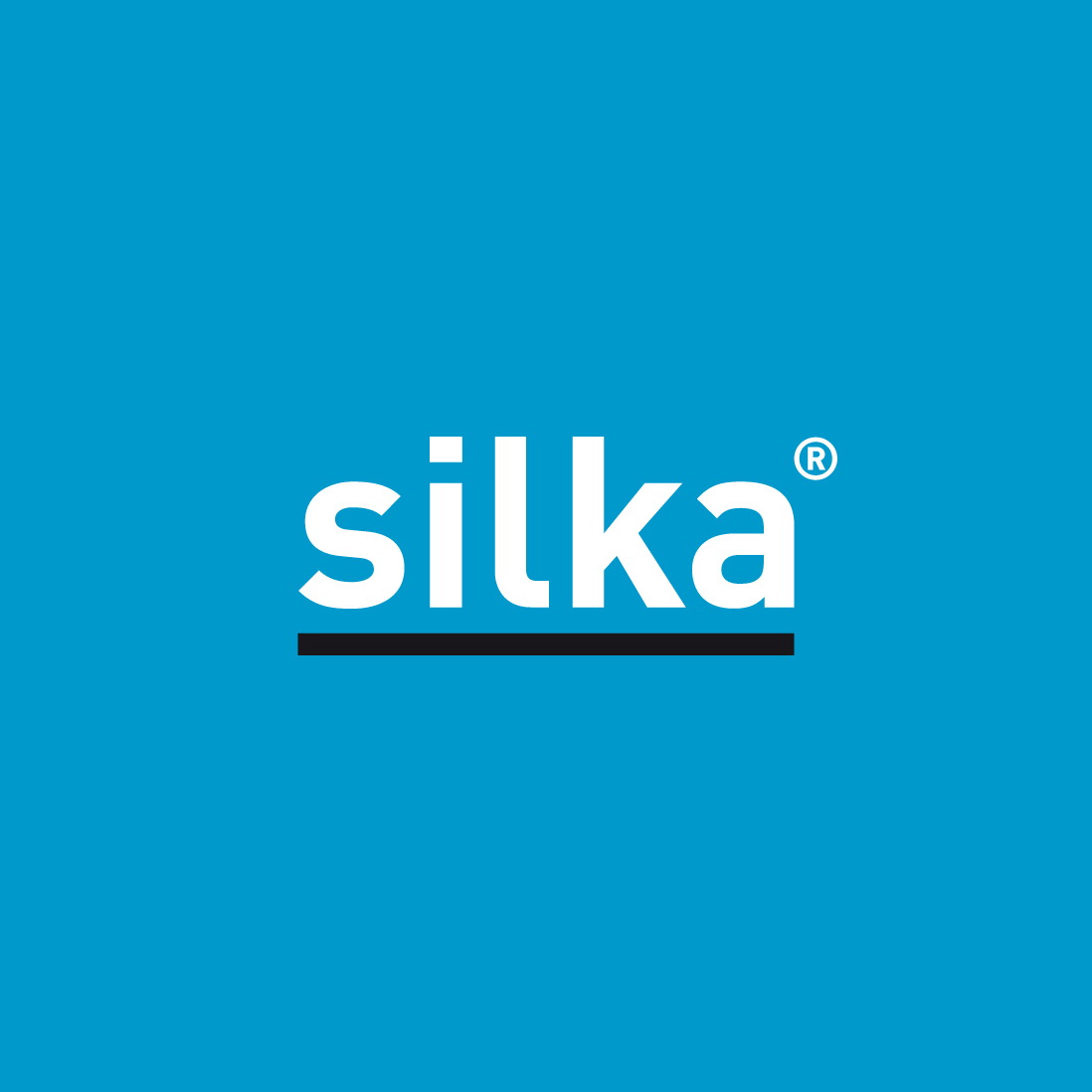
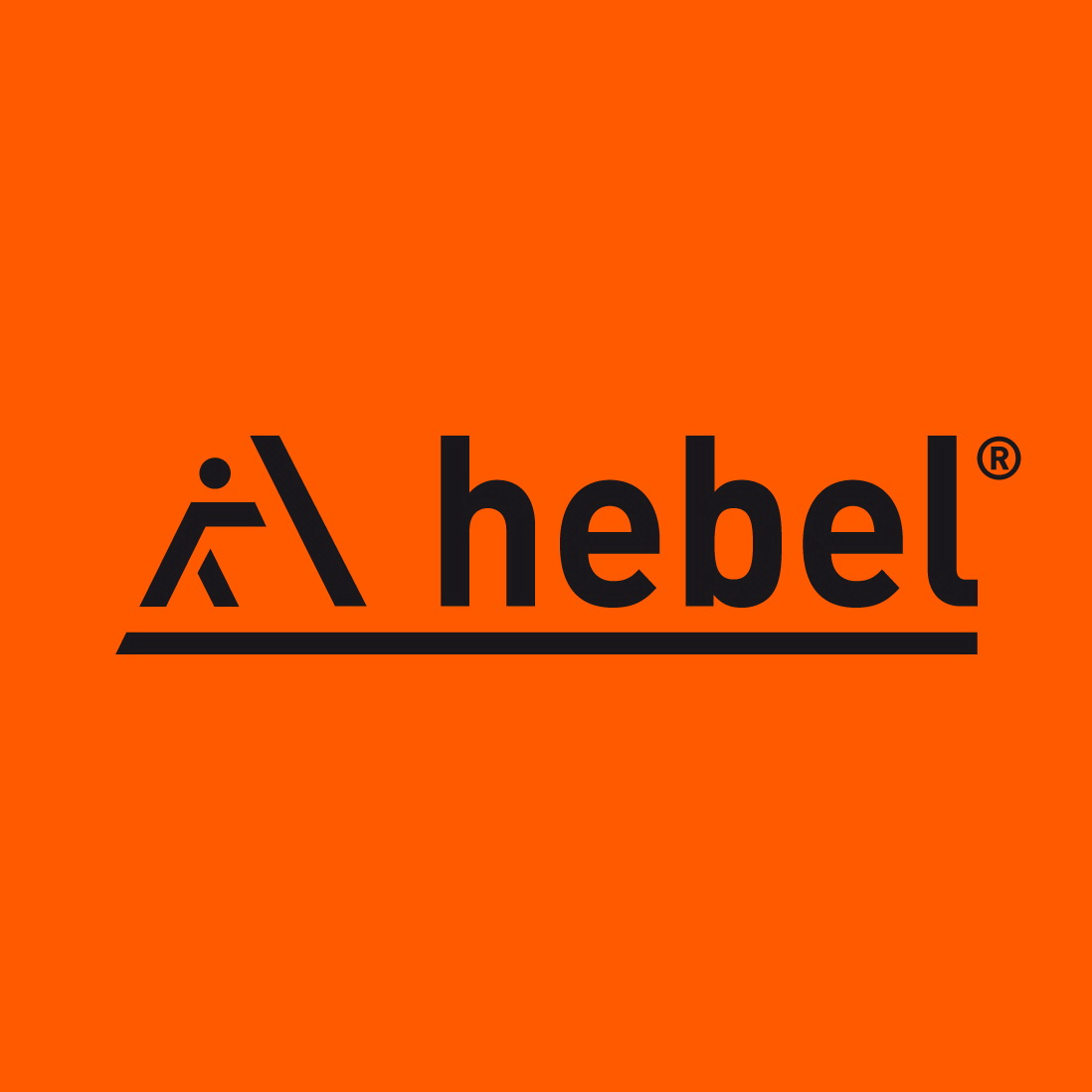
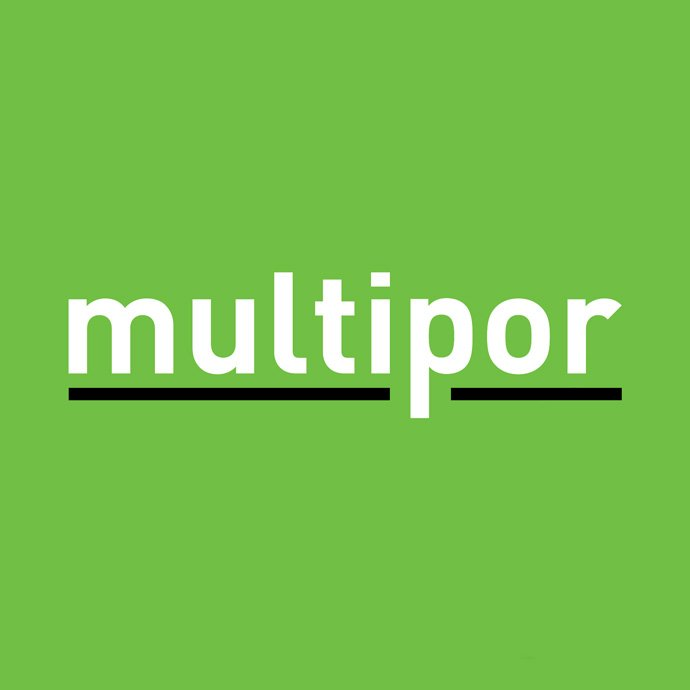

## Fordítás
Ez a szócikk részben vagy egészben  a   Xella című angol Wikipédia-szócikk ezen változatának fordításán alapul.  Az eredeti cikk szerkesztőit annak laptörténete sorolja fel. Ez a jelzés csupán a megfogalmazás eredetét és a szerzői jogokat jelzi, nem szolgál a cikkben szereplő információk forrásmegjelöléseként.